# Серру-Азул (микрорегион)

Серру-Азул на карте.

Серру-Азул (порт. Microrregião de Cerro Azul) — микрорегион в Бразилии, входит в штат Парана. Составная часть мезорегиона Агломерация Куритиба. Население составляет 	29 041	 человек (на 2010 год). Площадь — 	3471,970	 км². Плотность населения — 	8,36	 чел./км².

## Демография
Согласно сведениям, собранным в ходе переписи 2010 г. Национальным институтом географии и статистики (IBGE), население микрорегиона составляет:						
| Полное население                             | Полное население                             | Полное население                             | Полное население                             | 29 041 |
| -------------------------------------------- | -------------------------------------------- | -------------------------------------------- | -------------------------------------------- | ------ |
| в том числе:                                 | Городское население                          | 7797                                         | Процент городского населения, %              | 26,85  |
|                                              | Сельское население                           | 21 244                                       | Процент сельского населения, %               | 73,15  |
|                                              | Мужское население                            | 14 996                                       | Процент мужского населения, %                | 51,64  |
|                                              | Женское население                            | 14 045                                       | Процент женского населения, %                | 48,36  |
| Плотность населения, чел/км²                 | Плотность населения, чел/км²                 | Плотность населения, чел/км²                 | Плотность населения, чел/км²                 | 8,36   |
| Население микрорегиона в % к населению штата | Население микрорегиона в % к населению штата | Население микрорегиона в % к населению штата | Население микрорегиона в % к населению штата | 0,28   |

## Статистика
- Валовой внутренний продукт на 2003 год составляет 167 343 648,00 реалов (данные: Бразильский институт географии и статистики).
- Валовой внутренний продукт на душу населения на 2003 год составляет 5772,06 реалов (данные: Бразильский институт географии и статистики).
- Индекс развития человеческого потенциала на 2000 год составляет 0,670 (данные: Программа развития ООН).

## Состав микрорегиона
В составе микрорегиона включены следующие муниципалитеты:
1. Адрианополис
2. Серру-Азул
3. Дотор-Улисис